# Realização de lucros
A realização de lucros consiste na venda de ações que rapidamente se valorizaram, a fim de efetivar os ganhos.